# Армения на «Евровидении-2006»
Впервые Армения объявила о своем участии на конкурс в 2005 году, но позже отозвала свою заявку. C 14 апреля 2004 года, Армения официально входит в состав Европейского вещательного союза, дебютировав на Евровидение-2006 прошедшем в Афинах, (Греция), в 2006 году, с песней «Без твоей любви», (англ. "Without Your Love"), которую исполнил Андрé. Песня дошла до финала конкурса в субботу, 20 мая 2006, заняв восьмую позицию, ознаменовав тем самым удачный дебют Армении.

## В Финале
| Голоса за армянского исполнителя | Голоса за армянского исполнителя           |
| -------------------------------- | ------------------------------------------ |
| Оценка                           | Страны                                     |
| 12                               | Россия,Бельгия                             |
| 10                               | Турция, Греция, Франция, Нидерланды        |
| 8                                | Болгария,Украина ,Испания,Беларусь,Израиль |
| 7                                | Кипр,Молдавия                              |
| 6                                | -                                          |
| 5                                | Польша                                     |
| 4                                | −                                          |
| 3                                | Германия                                   |
| 2                                | Литва                                      |
| 1                                | Румыния                                    |